# Meserete Kristos College
Das Meserete Kristos College ist die Ausbildungsstätte der Meserete-Kristos-Kirche in Debre Zeyit in Äthiopien. Es entstand im Untergrund im Jahr 1983. Offiziell gegründet wurde es im Januar 1994. Der erste Lehrgang umfasste lediglich 13 Studenten; heute sind es 174.